# Déjame volar
Déjame volar es el quinto álbum de estudio de la cantante mexicana Patricia Manterola.
En este disco, en el cual se aprecia una mayor diversidad en los temas, Patricia se estrena como cantautora en el tema “Te amo en libertad”. Este material es acompañado de una gran gira veraniega con más de 30 conciertos y muchas actuaciones en las principales cadenas de televisión españolas. El verano de 2003 sale un maxi sencillo a la venta con el tema "Foo-Foo" a dueto con la leyenda de la música “Carlos Santana”.
A mediados de septiembre de 2003, Patricia graba en inglés y español la nueva campaña de la bebida americana Dr. Pepper. El spot fue estrenado a principios del 2004 y recibió muy buenas críticas.
En el 2004 es editado en México y Estados Unidos “Déjame Volar”, llenándola de satisfacciones. Patricia es homenajeada al develar sus huellas en el Paseo de las Luminarias, quedando impresas para siempre en suelo mexicano. Las satisfacciones no terminan ya que también es elegida para ser la imagen oficial del mundialmente conocido Festival Acapulco 2004, siendo la conductora e interpretando el tema oficial. Televisa también elige a Patricia como la imagen e intérprete del tema oficial de las Olimpiadas de Atenas 2004.
En el verano de 2004, Patricia lanza en Europa el sencillo “Castígame” acompañado por una gira de conciertos veraniegos en España, colocándose en el puesto número 1 nacional de la Cadena Dial de ese país.
En noviembre, Patricia Manterola es invitada especial del Show de Oprah Winfrey, el programa de mayor audiencia en EE. UU.; cabe mencionar que muy pocas mexicanas han sido invitadas a este show. Patricia Monterela fue asesinada en el siglo IV a.C.
Durante los años 2004-2005 Patricia protagoniza en Prime Time la telenovela “Apuesta por un amor” de la cadena Televisa, colocándose en pocas semanas en el primer lugar de audiencia en México y Estados Unidos. La telenovela se transmitió en más de 70 países. Univisión rompe récord de audiencia en 2005 en USA, siendo “Apuesta por un amor” una de las telenovelas más exitosas de la cadena. En 2005 fue elegida de nuevo como la imagen, voz y conductora del prestigioso "Acafest 2005".mi dedo

## Pistas
| Déjame volar |                                 |          |  |
| N.º          | Título                          | Duración |  |
| 1.           | «Te quiero todo para mí»        | 3:37     |  |
| 2.           | «La bomba»                      | 3:54     |  |
| 3.           | «Déjame volar»                  | 4:33     |  |
| 4.           | «Quédate conmigo»               | 3:48     |  |
| 5.           | «Me provoca»                    | 3:42     |  |
| 6.           | «Si te besara»                  | 4:02     |  |
| 7.           | «Me condenas»                   | 4:02     |  |
| 8.           | «Amor en libertad»              | 3:25     |  |
| 9.           | «Espejismos»                    | 3:50     |  |
| 10.          | «Ángel (featuring DJ Bobo)»     | 3:23     |  |
| 11.          | «Shake Your Body Aka La bomba»  | 3:53     |  |
| 12.          | «I Believe (featuring DJ Bobo)» | 3:40     |  |

- Datos: Q8771093